# Откровење Петрово
Откровење Петрово (грч. Ἀποκάλυψις τοῦ Πέτρου — Петрова апокалипса) хришћански је новозаветни апокриф написан у првој половини 2. века.
Откривење Петрово је један од важних ранохришћанских текстова, који датира из 125-150. године. Спомиње се као библијска књига у најстаријем познатом списку књига Новог Завета - Мураторијевом канону, где је постављен одмах иза Откривења Јовановог, са напоменом да „многи наши људи не желе да се чита у цркви”. Фрагмент оригиналног текста чува се у музеју у Каиру, Египат. Пронађен је крајем 19. века (1886-1887. године) у пустињи близу места Ахмим у северном Египту, у гробу монаха који датира из 8. или 9. века.
У 20. веку откривен је комплетан текст овог апокрифа на етиопском језику .